# Кинсман, Брент и Шейн
Брент и Шейн Ки́нсман (англ. Brent and Shane Kinsman; 13 ноября 1997, Лос-Анджелес, Калифорния, США) — американские актёры, братья-близнецы, наиболее известные по ролям Найджела и Кайла Бейкеров в фильме 2003 года «Оптом дешевле» и его сиквеле 2005 года «Оптом дешевле 2».
На протяжении четырёх лет играли Престона и Портера Скаво в сериале «Отчаянные домохозяйки»  (в пятом сезоне их сменили Чарли и Макс Карверы).

## Фильмография
| Год       |    | Русское название               | Оригинальное название          | Роль                     |
| --------- | -- | ------------------------------ | ------------------------------ | ------------------------ |
| 2003      | ф  | Оптом дешевле                  | Cheaper by the Dozen           | Найджел и Кайл Бейкер    |
| 2004—2011 | с  | Отчаянные домохозяйки          | Desperate Housewives           | Престон и Портер Скаво   |
| 2005      | ф  | Оптом дешевле 2                | Cheaper by the Dozen           | Найджел и Кайл Бейкер    |
| 2006      | ки | Desperate Housewives: The Game | Desperate Housewives: The Game | Престон и Портер Скаво   |
| 2008      | с  | Скорая помощь                  | ER                             | Карли и Ларри Уэддингтон |

## Награды
| Награды | Награды   | Награды                        | Награды                                                   | Награды               |
| Год     | Результат | Премия                         | Номинация                                                 | Работа                |
| ------- | --------- | ------------------------------ | --------------------------------------------------------- | --------------------- |
| 2004    | Победа    | Молодой актёр                  | Лучший молодой актёрский ансамбль в художественном фильме | Оптом дешевле         |
| 2006    | Номинация | Молодой актёр                  | Лучший молодой актёрский ансамбль в художественном фильме | Оптом дешевле 2       |
| 2006    | Победа    | Премия Гильдии киноактёров США | Лучший актёрский состав в комедийном сериале              | Отчаянные домохозяйки |
| 2007    | Номинация | Премия Гильдии киноактёров США | Лучший актёрский состав в комедийном сериале              | Отчаянные домохозяйки |
| 2008    | Номинация | Премия Гильдии киноактёров США | Лучший актёрский состав в комедийном сериале              | Отчаянные домохозяйки |
| 2009    | Номинация | Премия Гильдии киноактёров США | Лучший актёрский состав в комедийном сериале              | Отчаянные домохозяйки |